# Rafina-Pikermi
Rafina-Pikermi (in greco Ραφήνα-Πικέρμι?) è un comune della Grecia situato nella periferia dell'Attica (unità periferica dell'Attica Orientale) con 13.265 abitanti secondo i dati del censimento 2001.
È stato istituito a seguito della riforma amministrativa detta piano Kallikratis in vigore dal gennaio 2011 che ha abolito le prefetture e accorpato numerosi comuni.